# Leonardo Valencia (futbolista)
Leonardo Felipe Valencia Rossel (Peñaflor, Chile, 25 de abril de 1991), conocido deportivamente como Leo Valencia, es un futbolista profesional chileno y se desempeña como volante ofensivo o extremo por ambas bandas y actualmente milita en Audax Italiano de la Primera División de Chile. Además, fue internacional con la selección de fútbol de Chile desde 2016 hasta 2017.

## Trayectoria

### Deportes Melipilla
Se inició en las divisiones inferiores de la Universidad de Chile para ser enviado a préstamo el año 2008 a Deportes Melipilla, donde debutaría en el único partido que jugaría por el equipo metropolitano el día 8 de noviembre del 2008 por la última fecha del Torneo de Clausura contra Universidad de Concepción en el Estadio Regional de Concepción ingresando al minuto 64 por Juan Pablo Arenas así debutó en el profesionalismo con solo 17 años.

### Unión La Calera
Volvería a las divisiones inferiores del club universitario. Al no poder tener un lugar en el primer equipo de la "U", en el año 2011 partió a préstamo a Unión La Calera donde sería parte de las grandes campañas de Emiliano Astorga en el equipo "cementero" desligándose de su club de origen para permanecer más tiempo en Unión La Calera.
Durante el 2012 en el Torneo de Apertura el joven mediocampista comenzó a jugar con más regularidad, jugando 18 partidos y marcando 1 gol, alternando titularidad con suplencia en el equipo cementero. Su primer gol en el profesionalismo lo marcó el 25 de mayo del mismo año contra O'Higgins por los cuartos de final vuelta, fue al minuto 53 tras realizar un enganche y fusiló al golero Luis Marín para el 2-1 momentáneo.

### Palestino
Luego de destacar en el equipo cementero, quien fuera su técnico en las buenas campañas, Emiliano Astorga, lo llevaría a Palestino junto con él en calidad de préstamo con opción de compra y meses después lo comprarían, en los primeros seis meses tomó la titularidad de forma indiscutida pero poco a poco la iría perdiendo durante el Apertura 2013.

#### Cesión a Santiago Wanderers
Ante ello, finalizado aquel torneo, fue enviado a préstamo por todo el Torneo de Clausura 2014 a Santiago Wanderers donde por fin podría mostrar su talento en inferiores de la U.
Y desde la primera fecha la rompería en el cuadro caturro ya que marcó un doblete en la victoria 4-2 sobre Huachipato, siguió siendo clave en el esquema de Ivo Basay y volvería a anotar un mes después en el triunfo 2-1 sobre Universidad de Chile. Si bien Wanderers terminó en los últimos lugares de la tabla, Valencia mostraría un gran nivel al jugar 16 partidos marcando 5 goles convirtiéndose en el 10 titular del equipo.

#### Vuelta a Palestino
Posteriormente vuelve de su préstamo a Palestino, donde seguiría rompiéndola anotando varios golazos y se volvería el capitán del equipo y titular indiscutido en el elenco árabe con Pablo Guede al mando tras la renuncia al club del aquel entonces portero y capitán, Felipe Nuñez, convirtiéndose en figura para su equipo.
Los Árabes finalizaron su espectacular campaña en el Torneo de Apertura 2014 en el cuarto lugar con 31 puntos en 17 fechas algo que les permitió clasificarse para la Liguilla Pre-Libertadores y disputar la chance de clasificarse al máximo torneo continental, Valencia fue clave en la fase regular marcando goles importantes como en los triunfos sobre Deportes Antofagasta y Unión Española en las fechas finales.
En dicha liguilla llegaron a la final donde se toparon con Santiago Wanderers, el primer partido se jugó el 17 de diciembre en el Municipal de La Cisterna y el equipo de Guede ganó 3-1 con doblete de Leo Valencia y un gol de César Valenzuela. La vuelta se jugó cuatro días después en el Estadio Elías Figueroa Brander de Valparaíso y los "árabes" nuevamente ganaron esta vez por un apabullante 6-1, ganando 9-2 la llave y volviendo a torneos internacionales por primera vez en 36 años, Valencia volvió a hacerse presente en el marcador al marcar otro doblete.
Así es como en la primera fase de la Copa Libertadores 2015 enfrentaron al poderoso Nacional de Uruguay, la ida se jugó el 5 de febrero en Chile y el elenco de Colonia ganaría por la cuenta mínima y una semana después se jugó la revancha en tierras charrúas con Nacional ganando 2-1 en un disputado partido; así fue como Palestino como se clasificó a fase de grupos por un global de 2-2, pasando por gol de visitante.
Quedaron emparejados en el Grupo 5 con Boca Juniors, Montevideo Wanderers y Zamora, lamentablemente el equipo chileno terminó tercero en su grupo con 7 puntos. No todo fue malo para Valencia ya que fue uno se los puntos altos de los árabes en el máximo certamen internacional y marcaría un tanto en la goleada por 4-0 sobre Zamora en la quinta fecha.
El 28 de abril de 2015, a una fecha del terminó del Torneo de Clausura anunció que no iba a seguir en Palestino en busca de nuevos horizontes.

### Universidad de Chile
Tras su excelente desempeño en el equipo "árabe", los clubes más importantes de Chile andarían tras sus pasos como Universidad de Chile y Colo-Colo. Pero finalmente el equipo azul logra hacerse de sus servicios y contrata al joven volante por un periodo de 1 año en calidad de préstamo. Tras 7 años, Leonardo Valencia vuelve a vestir la camiseta del club en el cual se formó, siendo presentado el 9 de julio del 2015 junto a Renato González y Patricio Rubio.
Hace su debut por la "U" días más tarde, el 26 de julio ingresando al minuto 57 por Rubio en el debut del equipo azul por el Torneo Apertura 2015 enfrentando a Deportes Antofagasta. El 30 de septiembre obtuvo su primer título con la camiseta azul al conquistar la Supercopa de Chile 2015 frente a Universidad de Concepción en el Estadio Germán Becker de Temuco, para la U anotaron Cristián Suárez al 9 y Matías Rodríguez al 80 mientras que para el "campanil" descontó Fernando Manríquez al minuto 90+2 de penal, Valencia jugó de titular haciendo un correcto partido y saliendo al minuto 73 por Gonzalo Espinoza,
El 21 de octubre marcó su primer gol con los azules por los cuartos de final vuelta de la Copa Chile frente a Cobreloa, abrió el marcador al minuto 6 en la goleada azul 3-0. Unas semanas después marcó su primer con los laicos por torneos nacionales por la decimosegunda fecha del Apertura 2015 y fue en la caída 3-5 con Deportes Iquique, nuevamente abrió el marcador a los 10 minutos de juego.
El 2 de diciembre obtuvo su segundo título como jugador laico y ni más ni menos que frente a Colo Colo en la Final de la Copa Chile, los azules comenzaron abriendo la cuenta al minuto 25 con un gol de Mathías Corujo, y ya en el minuto 90+3' Luis Pedro Figueroa marcó en la agonía el 1-1 final, así el título se decidió por penales. Valencia fue el encargado de abrir la tanda para los azules y no falló anotando el 1-0 parcial, luego el disparo de Martín Rodríguez sería atajado por Johnny Herrera y finalmente el propio Herrera fue el que le dio el título a la U tras anotar el quinto y definitivo penal para el 5-3 final.
Para el 2016 con la llegada de Sebastián Beccacece al banco azul no tendría muchas oportunidades. El 2 de abril del 2016 volvería a jugar tras 2 meses ingresando al minuto 20 por Sebastián Martínez por la décima fecha del Torneo de Clausura contra Santiago Wanderers, marcando dos goles en la estrepitosa caída azul 4-5 en Valparaíso. Cuatro días después Leonardo Valencia junto a sus compañeros Gonzalo Espinoza, Cristián Suárez, Luis Felipe Pinilla y Joao Ortiz protagonizaron un polémico asado esto para celebrar el cumpleaños de Espinoza, justo ahí barristas de la "U" increparon a los jugadores del plantel por el bajo rendimiento que los tenía luchando por no descender, tras esto el técnico Sebastián Beccacece cortaría a los 5 jugadores por el resto del Torneo de Clausura 2016.
El paso de Valencia por la U sería de dulce y agraz, jugando solo 240 minutos durante el primer semestre de 2016 (1 solo partido como titular), tras esto volvería a Palestino.

### Consolidación en Palestino
Para el Torneo Apertura 2016, Valencia regresó otra vez a Palestino donde sería clave en el esquema de Nicolás Córdova logrando un campañon al terminar en el sexto lugar con 21 puntos en 15 fechas jugando todos los partidos y marcando 6 goles, algunos en triunfos como contra Huachipato, Everton y Deportes Antofagasta.
En la Copa Sudamericana 2016 Leo mostró su mejor fútbol, siendo fundamental para el gran torneo que disputó el equipo árabe. Desde el comienzo en primera fase enfrentaron a Libertad, ganando 4:0 en el global, Valencia terminó como el mejor jugador del partido. En segunda fase se enfrentan a Real Garcilaso el equipo lograría llevarse la llave en casa en un 3:2 global. De ahí en más Palestino tendría que enfrentar al poderoso Flamengo en un partido que se veía como David y Goliat. En Chile se daba la lógica y Flamengo ganaba por 0-1 en un partido que Palestino jugó más de lo que muestra el marcador. Ya para el partido de vuelta y con un gol de Valencia a los 45' minutos Leo marcó la victoria del Equipo Chileno que sorprendería a todos derrotando por 2:1 al equipo brasileño. Llevándose la llave y el elogio de todo el continente. Para cuartos de final se enfrentó a San Lorenzo. En el partido de ida, disputado en Argentina, el equipo árabe fue derrotado por 2:0. Pero Palestino no bajaría los brazos y en la vuelta venció con un gol de Valencia de tiro libre al equipo argentino, pero por la diferencia de goles el equipo Chileno sería eliminado en un gran torneo de Valencia que terminaría con 4 goles.
En su regreso a Palestino nuevamente volvería a explotar y se convertiría en un ídolo del club gracias a su buen fútbol y golazos.

### Botafogo
Luego de participar en la Copa Confederaciones con su selección Leonardo viajó directamente a Brasil para incorporarse a su nuevo club Botafogo. El 11 de julio de 2017 fue presentado oficialmente en el equipo brasileño. Jugó la Copa Libertadores 2017 donde llegó hasta cuartos de final, siendo eliminados por Grêmio Porto Alegrense.

## Selección nacional
En septiembre de 2016 recibió su primera nominación de la mano de Juan Antonio Pizzi, para disputar la doble fecha clasificatoria que enfrentaría a Chile contra Ecuador y Perú respectivamente. Debutó en la selección adulta un día 6 de octubre de 2016, en un encuentro por clasificatorias como visita versus Ecuador (0-3). Ingresando a los 73' minutos por Eduardo Vargas. En el siguiente partido (contra Perú) vería el partido desde la banca en el 2:1 disputado en Santiago.
Para la fecha posterior Pizzi volvería a considerarlo, esta vez para los encuentros que medirían a Chile contra Colombia y Uruguay. No vio acción en el partido que se disputó en Barranquilla. Sin embargo, en Santiago entraría a los 57' minutos para reemplazar a Arturo Vidal, Valencia jugó un aceptable partido el cual Chile ganó 3:1 a la escuadra charrúa.
A finales de 2016 fue nominado por Juan Antonio Pizzi para disputar la China Cup 2017. Torneo amistoso del que la selección chilena se coronaría campeón tras vencer a Islandia por 1:0, en un duelo donde Valencia jugó como volante central junto a Carlos Carmona y Esteban Pavez.
Valencia marcó su primer gol por Chile el 14 de junio de 2017 en el último amistoso previo a la Copa FIFA Confederaciones 2017 ante Rumanía en Cluj anotando el 2-0 parcial en la derrota por 3-2 tras pase de Eduardo Vargas, saldría en el entretiempo por Mauricio Isla.

#### Copa FIFA Confederaciones 2017
Tras sus buenas actuaciones en Palestino de la Primera División de Chile, Pizzi lo convocó en la nómina final de 23 jugadores que afrontarán la Copa FIFA Confederaciones 2017.

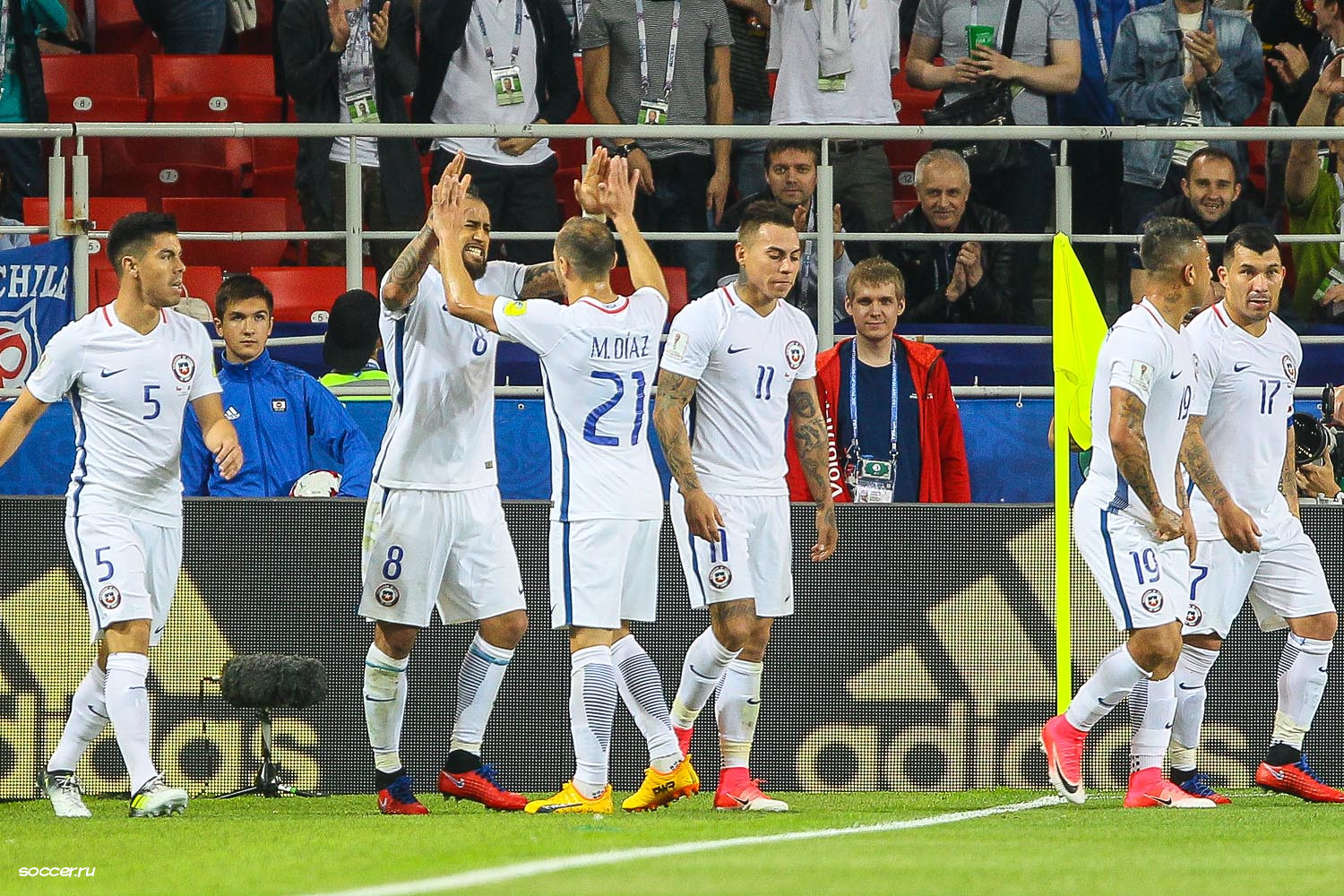
Leonardo Valencia (quinto, de izquierda a derecha) celebrando junto a sus compañeros el triunfo ante Camerún.

Solo jugó dos partidos en dicha copa, el debut contra Camerún, ingresando al minuto 63' por José Pedro Fuenzalida, duelo que finalmente Chile ganó 2-0. Y la Final de la Copa Confederaciones contra Alemania, ingresando al minuto 57' por un opaco Marcelo Díaz, en un partido que Chile perdió por 1-0.

#### Participaciones en Copas FIFA Confederaciones
| Copa                           | Sede  | Resultado  | PJ | Goles |
| ------------------------------ | ----- | ---------- | -- | ----- |
| Copa FIFA Confederaciones 2017 | Rusia | Subcampeón | 2  | 0     |

#### Participaciones en Clasificatorias a Copas del Mundo
| Eliminatorias            | País  | Resultado | Posición | Partidos | Goles |
| ------------------------ | ----- | --------- | -------- | -------- | ----- |
| Eliminatorias Rusia 2018 | Rusia | Eliminado | 6°       | 3        | 0     |

#### Participaciones en la China Cup
| Copa           | Sede  | Resultado | Partidos | Goles |
| -------------- | ----- | --------- | -------- | ----- |
| China Cup 2017 | China | Campeón   | 2        | 0     |

### Partidos internacionales
Actualizado al 5 de septiembre de 2017.
| 1     | 6 de octubre de 2016    | Estadio Olímpico Atahualpa, Quito, Ecuador                | Ecuador    | 3-0      | Chile        |   | Clasificatorias a Rusia 2018 |
| 2     | 15 de noviembre de 2016 | Estadio Nacional Julio Martínez Prádanos, Santiago, Chile | Chile      | 3-1      | Uruguay      |   | Clasificatorias a Rusia 2018 |
| 3     | 11 de enero de 2017     | Guangxi Sports Center, Nanning, China                     | Chile      | 1-1 4-1p | Croacia      |   | China Cup 2017               |
| 4     | 15 de enero de 2017     | Guangxi Sports Center, Nanning, China                     | Islandia   | 0-1      | Chile        |   | China Cup 2017               |
| 5     | 2 de junio de 2017      | Estadio Nacional Julio Martínez Prádanos, Santiago, Chile | Chile      | 3-0      | Burkina Faso |   | Amistoso                     |
| 6     | 13 de junio de 2017     | Cluj Arena, Cluj, Rumanía                                 | Rumania    | 3-2      | Chile        |   | Amistoso                     |
| 7     | 18 de junio de 2017     | Otkrytie Arena, Moscú, Rusia                              | Camerún    | 0-2      | Chile        |   | Copa Confederaciones 2017    |
| 8     | 2 de julio de 2017      | Estadio Krestovski, San Petersburgo, Rusia                | Chile      | 0-1      | Alemania     |   | Copa Confederaciones 2017    |
| 9     | 5 de septiembre de 2017 | Estadio Hernando Siles, La Paz, Bolivia                   | Bolivia    | 1-0      | Chile        |   | Clasificatorias a Rusia 2018 |
| Total | Total                   | Total                                                     | Presencias | 9        | Goles        | 1 |                              |

| Selección chilena | Selección chilena | Selección chilena |
| Año               | Partidos          | Goles             |
| ----------------- | ----------------- | ----------------- |
| 2016              | 2                 | 0                 |
| 2017              | 7                 | 1                 |
| Total             | 9                 | 1                 |

## Controversias

### Conflictos en Universidad de Chile
En 2016, Valencia, juntó a otros jugadores de su entonces equipo Universidad de Chile realizaron un asado, llegando en condiciones inapropiadas al entrenamiento del día siguiente, ante lo cual el entrenador Sebastián Beccacece determinó que dichos jugadores no jugaban más por el conjunto azul. El portero y capitán del equipo, Johnny Herrera, en una conversación con los hinchas dijo "Puse la cara por el maricón de Valencia cuando Beccacece lo quería echar", ante lo cual Valencia respondió en sus redes sociales "No maté a nadie ni choqué curado", respuesta que posteriormente borró.

### Vínculos con bandas criminales
En 2019, un reportaje de Informe Especial, reveló supuestos vínculos de Valencia con la Banda criminal conocida como Los Risas.

### Violencia intrafamiliar y agresiones a su pareja
El 5 de agosto de 2020, a través de una entrevista con un diario electrónico, la expareja de Valencia, Valeria Pérez, reveló ser víctima por alrededor de 10 años de violencia física y psicológica del jugador. Relató los malos tratos, agresiones físicas, violencia, ataques de celos de los cuales fue víctima ella como sus hijos. Inclusive relató la nula cooperación que recibió por parte de Carabineros, cuando fue a denunciar estas acciones. Ante esto, Valencia estampó una querella por injurias en contra de su expareja. Un mes después, Pérez confirmó su relato al matinal Bienvenidos de Canal 13, lo que generó una ola de críticas por parte de la hinchada del cuadro albo.

## Clubes

### Estadísticas
| Club |               | Temporada     | Liga  | Liga   | Liga  | Copas Estatales(1) | Copas Estatales(1) | Copas Estatales(1) | Copas nacionales(2) | Copas nacionales(2) | Copas nacionales(2) | Torneos internacionales(3) | Torneos internacionales(3) | Torneos internacionales(3) | Total | Total  | Total |
| Club | Part.         | Temporada     | Goles | Asist. | Part. | Goles              | Asist.             | Part.              | Goles               | Asist.              | Part.               | Goles                      | Asist.                     | Part.                      | Goles | Asist. |       |
| --- | ------------- | ------------- | ----- | ------ | ----- | ------------------ | ------------------ | ------------------ | ------------------- | ------------------- | ------------------- | -------------------------- | -------------------------- | -------------------------- | ----- | ------ | ----- |
| Deportes Melipilla · Chile | 1.ª           | 2008          | 1     | 0      | 0     | —                  | —                  | —                  | —                   | —                   | —                   | —                          | —                          | —                          | 1     | 0      | 0     |
| Deportes Melipilla · Chile | Total club    | Total club    | 1     | 0      | 0     | 0                  | 0                  | 0                  | 0                   | 0                   | 0                   | 0                          | 0                          | 0                          | 1     | 0      | 0     |
| Unión La Calera · Chile | 1.ª           | 2011          | 1     | 0      | 0     | —                  | —                  | —                  | —                   | —                   | —                   | —                          | —                          | —                          | 1     | 0      | 0     |
| Unión La Calera · Chile | 1.ª           | 2012          | 34    | 1      | 5     | —                  | —                  | —                  | 6                   | 1                   | 0                   | —                          | —                          | —                          | 40    | 2      | 5     |
| Unión La Calera · Chile | Total club    | Total club    | 35    | 1      | 5     | 0                  | 0                  | 0                  | 6                   | 1                   | 0                   | 0                          | 0                          | 0                          | 41    | 2      | 5     |
| Palestino · Chile | 1.ª           | 2013          | 14    | 0      | 1     | —                  | —                  | —                  | 6                   | 0                   | 0                   | —                          | —                          | —                          | 20    | 0      | 1     |
| Palestino · Chile | 1.ª           | 2013-14       | 7     | 1      | 0     | —                  | —                  | —                  | —                   | —                   | —                   | —                          | —                          | —                          | 7     | 1      | 0     |
| Santiago Wanderers · Chile | 1.ª           | 2013-14       | 16    | 5      | 2     | —                  | —                  | —                  | —                   | —                   | —                   | —                          | —                          | —                          | 16    | 5      | 2     |
| Santiago Wanderers · Chile | Total club    | Total club    | 16    | 5      | 2     | 0                  | 0                  | 0                  | 0                   | 0                   | 0                   | 0                          | 0                          | 0                          | 16    | 5      | 2     |
| Palestino · Chile | 1.ª           | 2014-15       | 31    | 14     | 12    | —                  | —                  | —                  | 10                  | 3                   | 5                   | 7                          | 1                          | 1                          | 48    | 18     | 18    |
| Universidad de Chile · Chile | 1.ª           | 2015-16       | 16    | 4      | 5     | —                  | —                  | —                  | 10                  | 1                   | 1                   | 1                          | 0                          | 0                          | 27    | 5      | 6     |
| Universidad de Chile · Chile | Total club    | Total club    | 16    | 4      | 5     | 0                  | 0                  | 0                  | 10                  | 1                   | 1                   | 1                          | 0                          | 0                          | 27    | 5      | 6     |
| Palestino · Chile | 1.ª           | 2016-17       | 28    | 8      | 7     | —                  | —                  | —                  | 3                   | 3                   | 1                   | 10                         | 4                          | 3                          | 41    | 15     | 11    |
| Palestino · Chile | Total club    | Total club    | 80    | 23     | 20    | 0                  | 0                  | 0                  | 19                  | 6                   | 6                   | 17                         | 5                          | 4                          | 116   | 34     | 30    |
| Botafogo · Brasil | 1.ª           | 2017          | 13    | 0      | 2     | —                  | —                  | —                  | —                   | —                   | —                   | 2                          | 0                          | 0                          | 15    | 0      | 2     |
| Botafogo · Brasil | 1.ª           | 2018          | 27    | 3      | 6     | 17                 | 1                  | 3                  | —                   | —                   | —                   | 5                          | 1                          | 3                          | 49    | 5      | 12    |
| Botafogo · Brasil | 1.ª           | 2019          | 21    | 1      | 1     | 2                  | 0                  | 0                  | 1                   | 0                   | 1                   | 4                          | 0                          | 0                          | 28    | 1      | 2     |
| Botafogo · Brasil | Total club    | Total club    | 61    | 4      | 9     | 19                 | 1                  | 3                  | 1                   | 0                   | 1                   | 11                         | 1                          | 3                          | 92    | 6      | 16    |
| Colo-Colo · Chile | 1.ª           | 2020          | 26    | 6      | 1     | —                  | —                  | —                  | 2                   | 1                   | 2                   | 6                          | 0                          | 0                          | 34    | 7      | 3     |
| Colo-Colo · Chile | 1.ª           | 2021          | 5     | 0      | 0     | —                  | —                  | —                  | 1                   | 0                   | 0                   | —                          | —                          | —                          | 6     | 0      | 0     |
| Colo-Colo · Chile | Total club    | Total club    | 31    | 6      | 1     | 0                  | 0                  | 0                  | 3                   | 1                   | 2                   | 6                          | 0                          | 0                          | 40    | 7      | 3     |
| Deportes La Serena · Chile | 1.ª           | 2021          | 14    | 6      | 1     | —                  | —                  | —                  | —                   | —                   | —                   | —                          | —                          | —                          | 14    | 6      | 1     |
| Deportes La Serena · Chile | 1.ª           | 2022          | 16    | 5      | 2     | —                  | —                  | —                  | —                   | —                   | —                   | —                          | —                          | —                          | 16    | 5      | 2     |
| Deportes La Serena · Chile | Total club    | Total club    | 30    | 11     | 3     | 0                  | 0                  | 0                  | 0                   | 0                   | 0                   | 0                          | 0                          | 0                          | 30    | 11     | 3     |
| Cobresal · Chile | 1.ª           | 2023          | 27    | 6      | 6     | —                  | —                  | —                  | 5                   | 4                   | 1                   | 1                          | 0                          | 0                          | 33    | 10     | 7     |
| Cobresal · Chile | 1.ª           | 2024          | 23    | 9      | 5     | —                  | —                  | —                  | 1                   | 0                   | 0                   | 6                          | 1                          | 0                          | 30    | 10     | 5     |
| Cobresal · Chile | Total club    | Total club    | 50    | 15     | 11    | 0                  | 0                  | 0                  | 6                   | 4                   | 1                   | 7                          | 1                          | 0                          | 63    | 20     | 12    |
| Audax Italiano · Chile | 1.ª           | 2025          | 18    | 10     | 6     | —                  | —                  | —                  | 7                   | 4                   | 2                   | —                          | —                          | —                          | 25    | 14     | 8     |
| Audax Italiano · Chile | Total club    | Total club    | 18    | 10     | 6     | 0                  | 0                  | 0                  | 7                   | 4                   | 2                   | 0                          | 0                          | 0                          | 25    | 14     | 8     |
| Total carrera | Total carrera | Total carrera | 338   | 79     | 62    | 19                 | 1                  | 3                  | 52                  | 17                  | 13                  | 42                         | 7                          | 7                          | 451   | 104    | 85    |
| (1) Incluye datos de Campeonato Carioca (2018-2019). (2) Incluye datos de Copa Chile (2012-Act.), Supercopa de Chile (2015-2021) y Copa de Brasil (2019). (3) Incluye datos de Copa Libertadores (2015-24) y Copa Sudamericana (2016-19). (4) No incluye goles en partidos amistosos. |               |               |       |        |       |                    |                    |                    |                     |                     |                     |                            |                            |                            |       |        |       |

## Palmarés

### Campeonatos regionales
| Título             | Equipo   | País   | Año  |
| ------------------ | -------- | ------ | ---- |
| Campeonato Carioca | Botafogo | Brasil | 2018 |

### Campeonatos nacionales
| Título             | Equipo               | País  | Año  |
| ------------------ | -------------------- | ----- | ---- |
| Supercopa de Chile | Universidad de Chile | Chile | 2015 |
| Copa Chile         | Universidad de Chile | Chile | 2015 |
| Copa Chile         | Colo-Colo            | Chile | 2019 |
| Copa Chile         | Colo-Colo            | Chile | 2021 |

Campeonatos internacionales
￼China Cup Selección Chilena 2017